# Juli Konstantinowitsch Kowneristy
Juli Konstantinowitsch Kowneristy (russisch Юлий Константинович Ковнеристый; * 13. Dezember 1937 in Charkow; † 17. Mai 2007 in Moskau) war ein russischer Physikochemiker, Materialwissenschaftler und Hochschullehrer.

## Leben
Kowneristy, Sohn eines Ingenieurs und einer Lungenärztin, studierte an der Staatlichen Technischen Universität Moskau „N. E. Bauman“ (MWTU) mit Abschluss 1960. Es folgte dort die Aspirantur mit Abschluss 1963. Ab 1964 lehrte er am Moskauer Technologischen Institut.
1966 wechselte Kowneristy an das Moskauer Baikow-Institut für Metallurgie und Materialkunde der Akademie der Wissenschaften der UdSSR (AN-SSSR) und blieb dort bis zu seinem Tode. Daneben lehrte er seit Anfang der 1980er Jahre an der MWTU (mit Ernennung zum Professor am Lehrstuhl für Konstruktionswerkstoffe 1985). Ab 2003 lehrte er an der Lomonossow-Universität Moskau. 1997 wurde er korrespondierendes und 2003 Vollmitglied der Russischen Akademie der Wissenschaften. Sein Arbeitsgebiet waren metallische Konstruktionswerkstoffe. Ein Arbeitsschwerpunkt waren Verfahren zur Herstellung von Stents. Auch entwickelte er amorphe Legierungen insbesondere auf der Basis von Titan, Zirconium, Nickel und Kupfer.
Kowneristy war Mitglied des Rats für Ökologie beim Bürgermeister der Stadt Moskau (1998) und der internationalen Society for the Advancement of Material and Process Engineering (SAMPE), und er war Mitherausgeber von fünf Fachzeitschriften.
Kowneristys Grab befindet sich auf dem Moskauer Friedhof Trojekurowo.

## Ehrungen
- Anossow-Preis (2005)